# Leucauge moheliensis
Leucauge moheliensis este o specie de păianjeni din genul Leucauge, familia Tetragnathidae, descrisă de Schmidt și Krause, 1993. Conform Catalogue of Life specia Leucauge moheliensis nu are subspecii cunoscute.